# Импульс (волейбольный клуб)
«И́мпульс» (1982—1992 — «Строитель», 1992—1994 — АЭС, 1994—1999 — РоАЭС, 1999—2002 — «Импульс»-РоАЭС, 2002—2010 — «Импульс»-ВАЭС, 2010—2017 — «Импульс-Спорт») — российский женский волейбольный клуб из Волгодонска.

## Достижения
- 5-е место в чемпионате России среди команд высшей лиги «А» — 2003.

## История
В 1982 году в Волгодонске на базе треста «Волгодонскэнергострой» была образована женская волейбольная команда «Строитель». С 1984 выступала во всероссийских отборочных турнирах за право выхода в первую лигу чемпионата СССР (неофициальное название — вторая лига). В 1992 перешла под патронаж Ростовской атомной электростанции и сменила название на АЭС.

Домашняя игра волейбольной команды «Импульс»-ВАЭС в спорткомплексе «Олимп». 2007 год

В чемпионатах России команда АЭС дебютировала в сезоне 1992/1993, заняв 12-е место в зоне «Европа» первой лиги. В следующем году «атомщицы» финишировали вторыми в первой лиге и получили право на повышение в классе. Выступление РоАЭС (так стала с 1994 называться команда по Ростовской атомной электростанции) в высшей лиге «Б», втором по значимости на тот момент дивизионе российского женского волейбола, было неудачным — лишь последнее 16-е место. После этого команда из Волгодонска в течение четырёх сезонов без особого успеха выступает в первой лиге, занимая места в середине и конце турнирной таблицы.
Успех к «Импульсу»-РоАЭС пришёл в 2000 году, когда команда под новым названием финишировала на 3-й позиции в первой лиге и вышла в высшую лигу (с 2001 — высшая лига «А»). Лучшими достижениями во втором дивизионе женского волейбола у «атомщиц» были 6-е и 5-е места в финальных турнирах высшей лиги «А». С 2005 успехов «Импульс»-ВАЭС не добивался, занимая места в конце турнирной таблицы, а в 2010, став в итоге лишь 10-й, команда из Волгодонска выбыла в высшую лигу «Б».
Само существование команды долгое время было под угрозой в связи с отказом руководства Волгодонской АЭС от поддержки клуба, но в итоге «Импульс-Спорт» сумел решить организационные проблемы и выиграл турнир в высшей лиге «Б», вернувшись тем самым в уже объединённую высшую лигу «А» российского женского волейбольного первенства.
Пребывание волгодонской команды во втором по значимости дивизионе женского российского волейбола продлилось лишь сезон. Заняв в чемпионате высшей лиги «А» 2011—2012 предпоследнее место, «Импульс-Спорт» вновь был вынужден вернуться в высшую лигу «Б».
В сезоне 2012—2013 «Импульс-Спорт» занял 2-е место в финальном турнире команд высшей лиги «Б», вернув себе место в высшей лиге «А», пребывание в которой опять продлилось лишь на сезон. Чемпионат России 2013—2014 во втором по значимости дивизионе волгодонские волейболистки завершили на последнем (11-м месте). Негативно на результатах единственной женской волейбольной команды Ростовской области сказывалось отсутствие необходимого финансового обеспечения. По этой причине «Импульс-Спорт» решил покинуть высшую лигу «А».
В сезоне 2014—2015 «Импульс-Спорт» занял итоговое 4-е место в высшей лиге «Б», что (после целого ряда отказов команд высшей лиги «А») позволило бы волгодонским волейболисткам вновь подняться классом выше, но по финансовым причинам руководство клуба от этого отказалось.
В преддверии чемпионата России 2015—2016 в волгодонском клубе произошли большие изменения. Прежний наставник команды Виктор Коновалов стал главным тренером владивостокской «Приморочки», а на его место в «Импульсе» назначена Елена Бойко — одна из лучших воспитанниц волгодонского волейбола. Тренерскую деятельность она решила совместить с игровой. Её ассистенткой стала ещё одна бывшая волейболистка клуба Яна Арутюнян. Из игрового состава прошлого сезона в клубе остались лишь три волейболистки — Анастасия Иванова, Наталья Филатова и Вероника Кучер. Из известных новичков можно выделить только вернувшуюся из «Сахалина» связующую Екатерина Клименко. Остальное пополнение составили молодые спортсменки — три воспитанницы местного волейбола, три волейболистки из Челябинска, а также по одному игроку из Волгограда и Новосибирска. Столь резкие перемены не лучшим образом сказались на результатах команды, занявшей в высшей лиге «Б» лишь 11-е место.
В межсезонье 2016 «Импульс-Спорт» вновь пережил серьёзные изменения. Новым главным тренером назначен опытный специалист Сергей Буркин. Из прежнего состава остались 5 волейболисток. Новичками стали сразу 9 спортсменок. На предварительной стадии чемпионата России 2016/2017 в высшей лиге «Б» команда из Волгодонска уверенно выиграла соревнования в своей группе, потерпев лишь 2 поражения в 16 матчах, а затем стала третьей в финале, пропустив вперёд себя тульскую «Тулицу» и московский «Луч». Призовое место дало право «Импульсу» на возвращение в высшую лигу «А».
В октябре 2020 в связи с отсутствием финансирования руководством клуба было принято решение о закрытии волейбольного клуба «Импульс».

## Результаты в чемпионатах России
| Сезон     | Лига                   | Место |
| --------- | ---------------------- | ----- |
| 1992/93   | Первая лига (Европа)   | 12    |
| 1993/94   | Первая лига (Европа)   | 2     |
| 1994/95   | Высшая лига Б          | 16    |
| 1995/96   | Первая лига (Европа)   | 11    |
| 1996/97   | Первая лига            | 12    |
| 1997/98   | Первая лига (Европа)   | 7     |
| 1998/99   | Первая лига            | 8     |
| 1999/2000 | Первая лига (Европа)   | 3     |
| 2000/01   | Высшая лига (Европа)   | 8     |
| 2001/02   | Высшая лига А          | 6     |
| 2002/03   | Высшая лига А          | 5     |
| 2003/04   | Высшая лига А (Европа) | 6     |
| 2004/05   | Высшая лига А (Европа) | 8     |
| 2005/06   | Высшая лига А (Европа) | 8     |
| 2006/07   | Высшая лига А (Европа) | 10    |
| 2007/08   | Высшая лига А (Европа) | 9     |
| 2008/09   | Высшая лига А (Европа) | 9     |
| 2009/10   | Высшая лига А (Европа) | 10    |
| 2010/11   | Высшая лига Б          | 1     |
| 2011/12   | Высшая лига А          | 11    |
| 2012/13   | Высшая лига Б          | 2     |
| 2013/14   | Высшая лига А          | 11    |
| 2014/15   | Высшая лига Б          | 4     |
| 2015/16   | Высшая лига Б          | 11    |
| 2016/17   | Высшая лига Б          | 3     |
| 2017/18   | Высшая лига А          | 11    |
| 2018/19   | Высшая лига А          | 11    |
| 2019/20   | Высшая лига А          | 12    |

## Арена
Домашние матчи «Импульс-Спорт» проводит в спортивном комплексе «Олимп». Адрес в Волгодонске: бульвар Великой Победы, 1. Вместимость — 500 зрителей.

## Сезон 2020—2021

### Состав
| №  | Имя, фамилия        | Год рождения | Рост | Амплуа      |
| -- | ------------------- | ------------ | ---- | ----------- |
| 3  | Ангелина Шуликова   | 2003         |      | нападающая  |
| 5  | Юлия Тимофеева      | 2002         | 187  | нападающая  |
| 6  | Алина Табаева       | 2004         | 180  | нападающая  |
| 7  | Елизавета Городбина | 2002         | 186  | центральная |
| 9  | Ирина Шляхтова      | 2000         | 187  | центральная |
| 10 | Анна Крутихина      | 1999         | 190  | нападающая  |
| 12 | Ирина Каплиева      | 2000         | 190  | нападающая  |
| 14 | Анастасия Быкова    | 2001         | 173  | либеро      |
| 15 | Мария Евтеева       | 1998         | 175  | связующая   |
| 16 | Анастасия Абаполова | 1998         | 165  | либеро      |

- Главный тренер — Игорь Воронин.
- Тренер — Иван Жученко.
- Председатель ВК «Импульс» — Алексей Скобелкин.
- Начальник команды — Александр Криводуд.